# مدارس حكومية

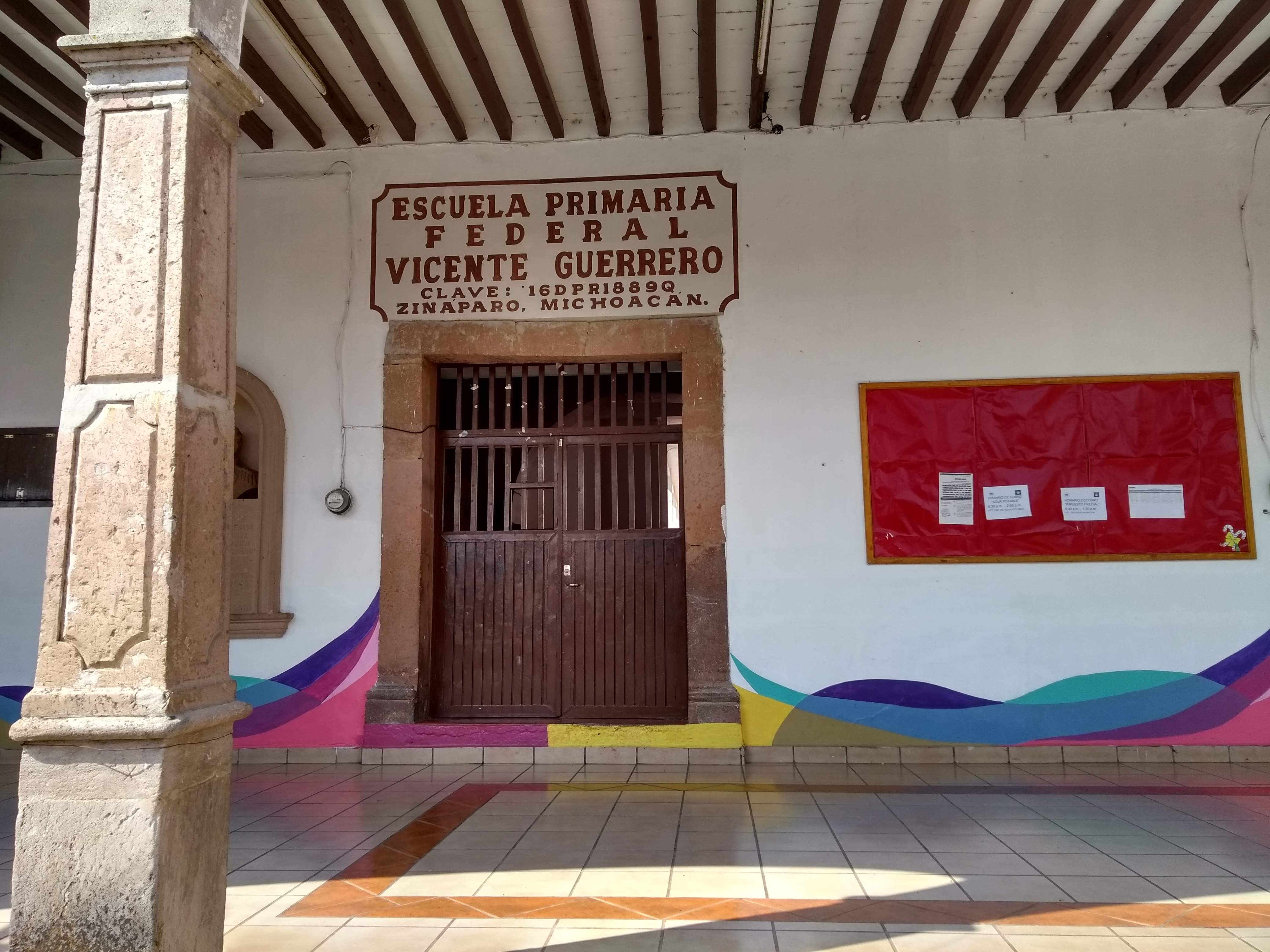
هذه مدرسة عامة في زينابارو، ميتشواكان

المدارس الحكومية (المعروفة أيضًا باسم المدارس العامة خارج إنجلترا وويلز) هي مدارس ابتدائية أو ثانوية تقدم لجميع الأطفال دون مقابل، باعتبارها ممولة كليًا أو جزئيًا من الضرائب الشعبية. وتكون هذه المدارس بشكل عام شاملة (غير انتقائية) في قبول جميع الطلاب في المنطقة الجغرافية التي يخدمونها. في حين أن المدارس الحكومية موجودة في كل بلد تقريبًا، هناك اختلافات كبيرة في هيكلها وبرامجها التعليمية.
يشمل تعليم الدولة بشكل عام التعليم الابتدائي والثانوي، وكذلك مؤسسات التعليم ما بعد الثانوي مثل الجامعات والكليات والمدارس الفنية التي تمولها وتشرف عليها الحكومة وليس للكيانات الخاصة. النظام التعليمي أو عدمه، قبل إنشاء المدارس التي تمولها الحكومة يؤثر على دورها في كل مجتمع. في العديد من الحالات كان يوجد نظام تعليمي راسخ يخدم قطاعًا كبيرًا من السكان، وإن كان في كثير من الأحيان من النخبة؛ مُوِّلَت هذه الأنظمة في الغالب من قبل المؤسسات الدينية. وتمكن إدخال المدارس الحكومية في بعض الحالات من البناء على هذا النظام القائم، بينما استمر النظامان في حالات أخرى في الوجود، وفي بعض الأحيان في علاقة موازية ومتكاملة وأوقات أخرى أقل تناغمًا.

## حسب البلد والمنطقة

### أستراليا
يعد التعليم في المدارس الحكومية (المعروفة أيضًا باسم المدارس العامة) مجانيا لجميع المواطنين الأستراليين والمقيمين الدائمين، في حين أن المدارس المستقلة عادة ما تفرض رسوما للحضور.. ويمكن تقسيم المدارس الحكومية في أستراليا إلى فئتين: المدارس المفتوحة والمدارس الانتقائية. تقبل المدارس المفتوحة جميع طلاب مناطقهم التي تحددها الحكومة. وتُعَلِّم المدارس الحكومية حوالي 65٪ من الطلاب الأستراليين، مع حوالي 34٪ في المدارس الكاثوليكية والمدارس المستقلة.
بغض النظر عما إذا كانت المدرسة جزءًا من الحكومة أو الأنظمة المستقلة، فيجب عليها الالتزام بنفس أطر المناهج الدراسية في ولايتها أو إقليمها. ومع ذلك، فإن إطار المناهج يوفر بعض المرونة في المنهج الدراسي، بحيث يمكن تدريس مواد مثل التعليم الديني. يرتدي معظم طلاب المدارس الزي الرسمي.

### الصين
في جمهورية الصين الشعبية، تُمَوَّل وتُدَار المدارس الحكومية من قبل قطاع التعليم داخل الحكومة. على الرغم من أن البعض وخاصة المدارس الثانوية قد شعرت بتحصيل جزء لا بأس به من الرسوم الدراسية الإضافية لدى أولياء أمور الطلاب، بسبب زيادة الأماكن التي توفرها المدارس في السنوات الأخيرة. إلا أن المدارس الحكومية العليا تظل غالباً انتقائية للغاية. ويمكن للطلاب الذين فقدوا فرصة دخولهم الحصول على أماكن إذا استطاعوا الوفاء بمتطلبات أقل نسبيًا وأن يكون والديهم على استعداد لدفع رسوم إضافية. بعض الآباء يقدرون الفكرة لأنهم قد يرسلون أطفالهم إلى مدارس جيدة بالرغم من أنهم قد لا يكونوا مؤهلين أكاديميًا، بينما يعتقد آخرون أنه ليس عادلاً بالنسبة لشخص لديه خلفية فقر.
كانت النفقات العامة على المدارس الصينية متفاوتة بسبب عدم كفاية الاستثمار في التعليم. هذه النتيجة جاءت لصالح المدارس الحضرية وترويج السياسات السابقة للحصول على نسبة أعلى من الطلاب والمعلمين.

## معلومات
1. ↑  في إنجلترا وويلز، تُعرف بعض المدارس المستقلة للأطفال الذين تتراوح أعمارهم بين 13 و 18 عامًا باسم "المدارس العامة".